# Ляссе

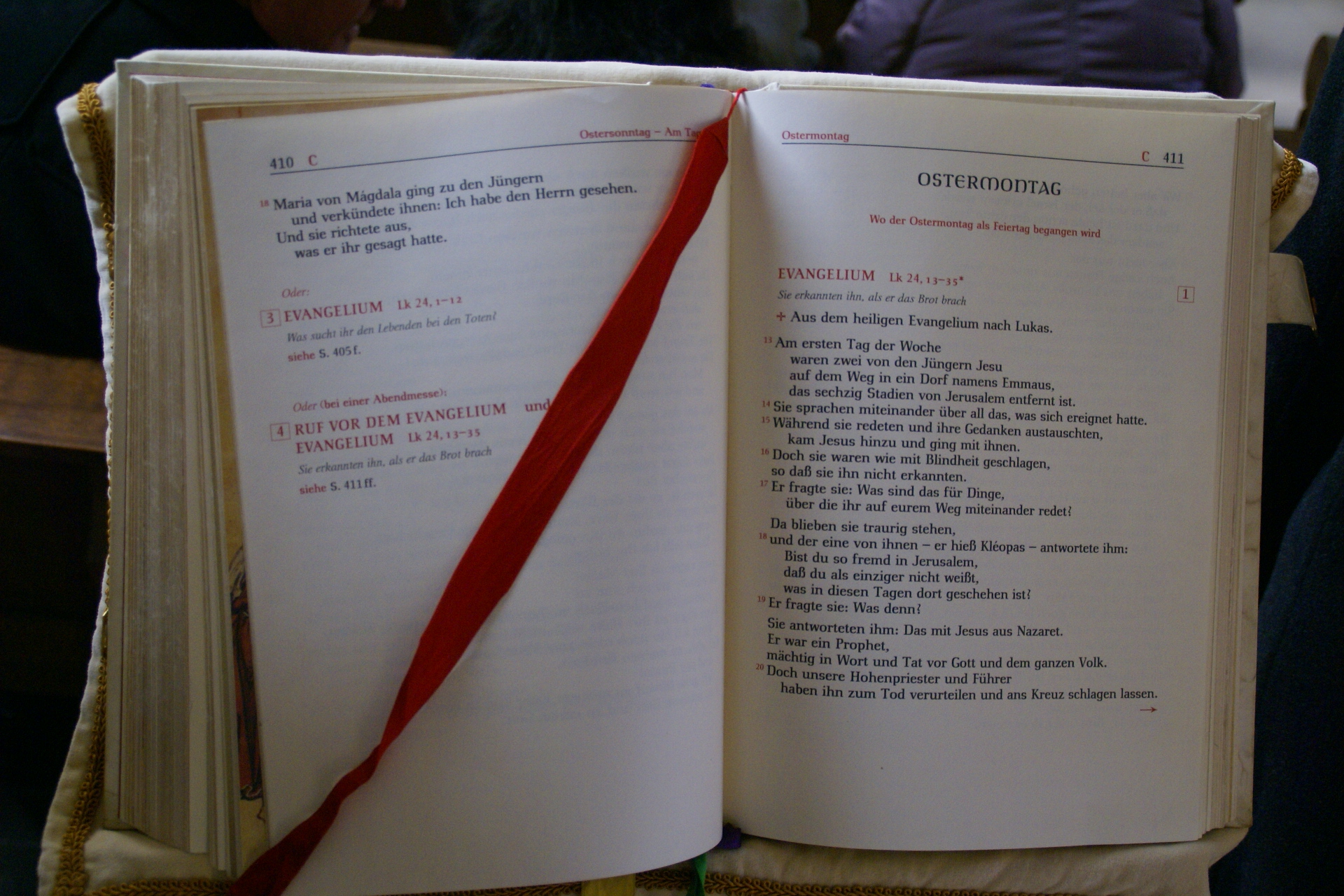
Открытая страница с ляссе из одноцветной ткани

Ляссе́ (от фр. lacet — шнурок, тесьма) — узкая лента в книге для закладок страниц, изготовляемая при издании книги.
Ляссе технически изготовляется следующим образом: к корешку головки книжного блока прикрепляется тесьма, так, чтобы оставшийся свободным конец мог вкладываться между листами и выступал за нижний обрез блока.
Помимо ляссе в книгах используются другие формы закладок.